# Sekretarz Stanu Spraw Zagranicznych i Wojny (Portugalia)
Sekretarz Stanu Spraw Zagranicznych i Wojny, port. Secretária de Estado dos Negócios Estrangeiros e da Guerra – jedno z najważniejszych stanowisk ministerialnych w XVIII-wiecznej Portugalii. Urząd stworzono 28 lipca 1736 specjalnie z myślą o najwybitniejszym wówczas polityku jakim był Marco António de Azevedo Coutinho.
Sekretarze SZ i Wojny często zostawali pierwszymi ministrami królewskimi.
W roku 1822 rozdzielono Sekretariat Spraw Zagranicznych i Wojny na dwa oddzielne departamenty: Secretaria de Estado dos Negócios Estrangeiros i Secretaria de Estado dos Negócios da Guerra.

## Lista sekretarzy stanu spraw zagranicznych i wojny
|  | Sekretarz                                        | Od                   | Do                   |
|  | ------------------------------------------------ | -------------------- | -------------------- |
|  | Marco António de Azevedo Coutinho                | 28 lipca 1736        | 2 sierpnia 1750      |
|  | Sebastião José de Carvalho e Melo, markiz Pombal | 2 sierpnia 1750      | 6 maja 1756          |
|  | Luis da Cunha Manuel                             | 6 maja 1756          | 2 września 1775      |
|  | Aires de Sá e Melo                               | 2 września 1775      | 9 grudnia 1785       |
|  | Martinho de Melo e Castro                        | 9 grudnia 1785       | 1 kwietnia 1786      |
|  | Tomás Xavier de Lima                             | 1 kwietnia 1786      | 15 grudnia 1788      |
|  | Luís Pinto de Sousa Coutinho                     | 15 grudnia 1788      | 6 stycznia 1801      |
|  | João de Almeida Melo e Castro                    | 6 stycznia 1801      |                      |
|  | Luís Pinto de Sousa Coutinho                     | 6 stycznia 1801      | 21 maja 1801         |
|  | Rodrigo de Sousa Coutinho                        | 21 maja 1801         | 23 lipca 1801        |
|  | João de Almeida Melo e Castro                    | 23 lipca 1801        | 25 sierpnia 1803     |
|  | Luís Pinto de Sousa Coutinho                     | 25 sierpnia 1803     | 5 grudnia 1803       |
|  | João Rodrigues de Sá                             | 5 grudnia 1803       | 15 kwietnia 1804     |
|  | Diogo José de Noronha                            | 15 kwietnia 1804     | 6 lipca 1804         |
|  | António de Araújo de Azevedo                     | 6 lipca 1804         | 26 września 1807     |
|  | Miguel Pereira Forjaz Coutinho Barreto de Sá     | 26 września 1807     | 12 marca 1808        |
|  | Rodrigo de Sousa Coutinho                        | 12 marca 1808        | 20 września 1808     |
|  | Miguel Pereira Forjaz Coutinho Barreto de Sá     | 20 września 1808     |                      |
|  | Cipriano Ribeiro Freire                          | 20 września 1808     | 25 października 1809 |
|  | Miguel Pereira Forjaz Coutinho Barreto de Sá     | 25 października 1809 | 13 stycznia 1810     |
|  | Cipriano Ribeiro Freire                          | 13 stycznia 1810     | 17 września 1810     |
|  | Miguel Pereira Forjaz Coutinho Barreto de Sá     | 17 września 1810     | 28 stycznia 1812     |
|  | Fernando José de Portugal e Castro               | 28 stycznia 1812     | 27 maja 1812         |
|  | Fernando José de Portugal e Castro               | 27 maja 1812         | 12 sierpnia 1812     |
|  | João de Almeida Melo e Castro                    | 12 sierpnia 1812     | 26 stycznia 1814     |
|  | Fernando José de Portugal e Castro               | 26 stycznia 1814     | 24 stycznia 1817     |
|  | António de Araújo de Azevedo                     | 24 stycznia 1817     | 21 czerwca 1817      |